# Kandelhöhenweg
Der Kandelhöhenweg ist eine Mehrtageswanderstrecke durch den Schwarzwald von Oberkirch nach Freiburg. Der 112 Kilometer lange Wanderweg wurde im Jahre 1935 angelegt und wird seither vom Schwarzwaldverein gepflegt und betreut.

## Kurzbeschreibung
Der Kandelhöhenweg führt aus dem Renchtal von Oberkirch über den Mooskopf ins Kinzigtal nach Gengenbach. Danach quert er das Elztal bei Waldkirch. Nach dem schweren Aufstieg auf den Kandel verläuft die Strecke dann über St. Peter nach Freiburg.

## Tagestouren/Etappen

### Erste Etappe: Oberkirch – Gengenbach
- Distanz: 26 Kilometer
- Gehzeit: ca. 7 Stunden

| Ort/Sehenswürdigkeit       | Strecke (km) | Höhe (m ü. NHN) | Weitere Informationen |
| -------------------------- | ------------ | --------------- | --------------------- |
| Oberkirch                  | 0            | 191             |                       |
| Heuberger Eck              | 3,0          | 297             |                       |
| Bergle                     | 1,5          | 402             |                       |
| Schönwasen                 | 2,0          | 450             |                       |
| Mooskopf                   | 6,5          | 871             | Aussichtsturm         |
| Geißschleifsattel          | 0,5          | 840             | Hütte                 |
| Naturfreundehaus Kornebene | 2,0          | 633             |                       |
| Schnaitbergeck             | 1,5          | 578             |                       |
| Pfaffenbacher Eck          | 1,0          | 543             |                       |
| Lärchenhütte               | 1,0          | 576             |                       |
| Satteleck                  | 3,5          | 338             |                       |
| Teufelskanzel              | 1,0          | 393             |                       |
| Jakobskapelle              | 2,0          | 245             |                       |
| Gengenbach                 | 0,5          | 179             |                       |

### Zweite Etappe: Gengenbach – Höhenhäuser
- Distanz: 28,4 Kilometer
- Gehzeit: ca. 7 Stunden

| Ort/Sehenswürdigkeit      | Strecke (km) | Höhe (m ü. NHN) | Weitere Informationen |
| ------------------------- | ------------ | --------------- | --- |
| Gengenbach                | 0            | 179             | |
| Ziegelhof                 | 2,0          | 185             | Sportanlagen |
| Bermersbach               | 2,0          | 316             | Ortsteil von Gengenbach, Weinbaudorf                                                                                     |
| Bermersbacher Bildstöckle | 2,0          | 488             | |
| Rebmesserstein            | 2,0          | 506             | Gutta-Hütte des Schwarzwaldvereins Brunnen                                                                               |
| Raukasten                 | 4,2          | 483             | Weiler |
| Geroldseck                | 1,0          | 461             | Dorf, bei der Ruine Hohengeroldseck                                                                                      |
| Schönberg                 | 1,0          | 384             | Herberge „Zum Löwen“ (eines der ältesten Gasthäuser Deutschlands), Passhöhe der B 415 zwischen Biberach und Lahr         |
| Hageneck                  | 1,4          | 474             | |
| Sodhof                    | 2,0          | 485             | Gasthof Kreuzung mit Querweg Rottweil–Lahr am Wegpunkt Kallenwald (200 m zurück)                                         |
| Kambacher Eck             | 1,2          | 503             | |
| Schwedenschanze           | 1,3          | 571             | |
| Kambacher Hütte           | 0,5          | 520             | |
| Kreuzplatz                | 3,0          | 445             | |
| Robertskapelle            | 1,5          | 510             | |
| Lahrer Hütte              | 2,5          | 679             | |
| Höhenhäuser               | 1,0          | 666             | Ortsteil von Biederbach Gasthof zum Kreuz Kreuzung mit Querweg Rottweil–Lahr, mit Hansjakobweg II und mit Zweitälersteig |

### Dritte Etappe: Höhenhäuser – Waldkirch
- Distanz: 23 Kilometer
- Gehzeit: ca. 6 Stunden

| Ort/Sehenswürdigkeit   | Strecke (km) | Höhe (m ü. NHN) | Weitere Informationen                                                     |
| ---------------------- | ------------ | --------------- | ------------------------------------------------------------------------- |
| Höhenhäuser            | 0            | 666             |                                                                           |
| Schwabenkreuz          | 1,0          | 665             |                                                                           |
| Schutterquelle         | 1,5          | 703             |                                                                           |
| Rufenbauerneck         | 1,0          | 689             |                                                                           |
| Dürrhöfe               | 1,0          | 712             |                                                                           |
| Wanderheim Kreuzmoos   | 2,5          | 730             |                                                                           |
| Hohe Eck               | 2,0          | 700             |                                                                           |
| Schillinger Berg       | 1,0          | 705             |                                                                           |
| Schwarzenberghöhe      | 1,5          | 640             |                                                                           |
| Eckleberg              | 1,0          | 600             |                                                                           |
| Gscheid                | 1,5          | 450             |                                                                           |
| Lindenbühl             | 1,5          | 462             |                                                                           |
| Sexauer Haseneckle     | 3,0          | 375             |                                                                           |
| Waldkircher Haseneckle | 1,5          | 402             |                                                                           |
| Kastelburg             | 1,5          | 354             |                                                                           |
| Waldkirch              | 1,5          | 263             | Kreuzung mit Querweg Schwarzwald–Kaiserstuhl–Rhein und mit Zweitälersteig |

### Vierte Etappe: Waldkirch – St. Peter
- Distanz: 18 Kilometer
- Gehzeit: ca. 5 Stunden

| Ort/Sehenswürdigkeit      | Strecke (km) | Höhe (m ü. NHN) | Weitere Informationen |
| ------------------------- | ------------ | --------------- | --------------------- |
| Waldkirch                 | 0            | 0.263           |                       |
| Altersbach                | 3,0          | 0.470           |                       |
| Geisfelsen-Rohrauer Hütte | 3,0          | 0.780           | Naturfreundehaus      |
| Kandel-Passhöhe           | 3,5          | 1.242           |                       |
| Am Kandelberg             | 2,0          | 1.062           |                       |
| Dissenhäusle              | 0,5          | 1.029           |                       |
| Dreier                    | 1,0          | 0.924           |                       |
| Sägendobel                | 1,5          | 0.630           | Gasthaus              |
| Campingplatz              | 2,5          | 0.745           |                       |
| St. Peter                 | 1,0          | 0.710           |                       |

### Fünfte Etappe: St. Peter – Freiburg
- Distanz: 20 Kilometer
- Gehzeit: ca. 5 Stunden

| Ort/Sehenswürdigkeit           | Strecke (km) | Höhe (m ü. NHN) | Weitere Informationen |
| ------------------------------ | ------------ | --------------- | --------------------- |
| St. Peter                      | 0,0          | 710             |                       |
| Langeckhof                     | 2,5          | 795             |                       |
| Pfisterhäusleberg-Hütte        | 2,5          | 747             |                       |
| Am Flaunser                    | 3,0          | 805             |                       |
| Freiherr-von-Schauenburg-Hütte | 0,5          | 745             |                       |
| Streckereck                    | 1,5          | 688             |                       |
| Ochsenlager Rosmarientanne     | 2,0          | 637             |                       |
| Roßkopf                        | 1,5          | 737             | Aussichtsturm         |
| Obere Rosskopfstufe            | 2,0          | 624             |                       |
| Siebenlinden                   | 1,5          | 396             |                       |
| Kanonenplatz                   | 1,5          | 356             |                       |
| Schwabentor                    | 0,5          | 290             |                       |
| Freiburg                       | 1,0          | 267             |                       |